# 3528 Counselman
3528 Counselman је астероид главног астероидног појаса са средњом удаљеношћу од Сунца која износи 2,535 астрономских јединица (АЈ).
Апсолутна магнитуда астероида је 12,9.